# Cymatophoropsis formosana
Cymatophoropsis formosana är en fjärilsart som beskrevs av Matsumura 1927. Cymatophoropsis formosana ingår i släktet Cymatophoropsis och familjen nattflyn. Inga underarter finns listade i Catalogue of Life.